# Pseudurgis leucosema
Pseudurgis leucosema är en fjärilsart som beskrevs av Edward Meyrick 1908. Pseudurgis leucosema ingår i släktet Pseudurgis och familjen träfjärilar. Inga underarter finns listade i Catalogue of Life.